# Baby's in Black
Baby's in Black is een lied van het muziekalbum Beatles for Sale uit 1964 van de Britse popgroep The Beatles. Baby's in Black is geschreven door John Lennon en Paul McCartney. Een liveversie van het nummer werd in 1996 ook uitgebracht als B-kant van de single Real Love.

## Achtergrond
Baby's in Black is, net als I'm a Loser van hetzelfde album, een opmerkelijk nummer uit de begintijd van The Beatles. Het nummer is op de eerste plaats opmerkelijk omdat het niet zoals veel Beatles nummers uit die tijd een liefdesliedje is. Baby's in Black is duisterder en melancholischer dan eerdere nummers als From Me To You en She Loves You. Er is gesuggereerd dat het nummer gaat over Astrid Kircherr, de verloofde van Stuart Sutcliffe. Sutcliffe was de eerste bassist van The Beatles. Hij overleed in 1962 aan een hersenbloeding. Kircherr was erg ontdaan na de dood van haar verloofde. De liedtekst van het nummer verwijst naar een vrouw die zich in het zwart kleedt en wacht op iemand die nooit meer zal terugkeren. Hoewel Lennon noch McCartney nooit hebben bevestigd dat het nummer inderdaad over Kircherr gaat, heeft McCartney bevestigd dat het zwart (black) verwijst naar het rouwen.
Baby's in Black is in de tweede plaats opmerkelijk omdat het nummer is geschreven in een 6/8-maat, waardoor het veel weg heeft van een wals. Volgens McCartney was het een bewuste keuze om een lied in deze maat te schrijven, omdat The Beatles tijdens hun optredens graag If You Gotta Make a Fool of Somebody, dat ook in 6/8-maat is geschreven, speelden. Omdat het nummer wat betreft tekst en compositie verschilde van de andere nummers van The Beatles, speelden zij dit nummer regelmatig tijdens hun concerten.

## Opnamen
Op 11 augustus 1964 namen The Beatles het lied op in de Abbey Road Studios in Londen. Die dag namen The Beatles 14 takes van het nummer op, waarvan er slechts vijf van het begin tot het einde compleet waren. Met name de opening van het nummer zorgde voor problemen. Deze opening werd door George Harrison gespeeld op gitaar. McCartney en Lennon zongen tijdens de opnamen beiden de liedtekst tegelijkertijd in dezelfde microfoon.

## Live-uitvoeringen en covers
The Beatles speelden het lied van 1964 tot aan hun laatste tournee in 1966. McCartney zei bij de aankondiging "And now for something different".
De Panamese zanger-activist Rubén Blades coverde het lied op zijn album Amor y Control uit 1992.

## Credits
- John Lennon - zang, akoestische gitaar
- Paul McCartney - zang, basgitaar
- George Harrison - gitaar
- Ringo Starr - drums

## Hitnoteringen
| Eight days a week / Baby's in black | Eight days a week / Baby's in black | Eight days a week / Baby's in black | Eight days a week / Baby's in black | Eight days a week / Baby's in black | Eight days a week / Baby's in black | Eight days a week / Baby's in black | Eight days a week / Baby's in black | Eight days a week / Baby's in black | Eight days a week / Baby's in black | Eight days a week / Baby's in black | Eight days a week / Baby's in black | Eight days a week / Baby's in black | Eight days a week / Baby's in black | Eight days a week / Baby's in black | Eight days a week / Baby's in black | Eight days a week / Baby's in black | Eight days a week / Baby's in black | Eight days a week / Baby's in black | Eight days a week / Baby's in black | Eight days a week / Baby's in black |
| Hitlijst                            | Datum van binnenkomst               | Week:                               | 1                                   | 2                                   | 3                                   | 4                                   | 5                                   | 6                                   | 7                                   | 8                                   | 9                                   | 10                                  | 11                                  | 12                                  | 13                                  | 14                                  | 15                                  | 16                                  | 17                                  | Laatste notering                    |
| ----------------------------------- | ----------------------------------- | ----------------------------------- | ----------------------------------- | ----------------------------------- | ----------------------------------- | ----------------------------------- | ----------------------------------- | ----------------------------------- | ----------------------------------- | ----------------------------------- | ----------------------------------- | ----------------------------------- | ----------------------------------- | ----------------------------------- | ----------------------------------- | ----------------------------------- | ----------------------------------- | ----------------------------------- | ----------------------------------- | ----------------------------------- |
| Tijd voor Teenagers Top 10          | 13-02-1965                          | Positie:                            | 8                                   | 2                                   | 3                                   | 2                                   | 1                                   | 2                                   | 2                                   | 4                                   | 7                                   | 7                                   | 8                                   | 7                                   | 7                                   |                                     |                                     |                                     |                                     | 08-05-1965                          |
| Nederlandse Top 40                  | 20-02-1965                          | Positie:                            | 10                                  | 4                                   | 2                                   | 2                                   | 2                                   | 2                                   | 2                                   | 4                                   | 6                                   | 8                                   | 9                                   | 13                                  | 16                                  | 17                                  | 20                                  | 26                                  | 38                                  | 12-06-1965                          |

## NPO Radio 2 Top 2000
| Nummer met noteringen in de NPO Radio 2 Top 2000 | '01  | '02  | '03  | '04  | '05  | '06  | '07  | '08  | '09 | '10  | '11 | '12  |
| ------------------------------------------------ | ---- | ---- | ---- | ---- | ---- | ---- | ---- | ---- | --- | ---- | --- | ---- |
| Baby's in Black                                  | 1738 | 1339 | 1526 | 1461 | 1407 | 1428 | 1459 | 1457 | -   | 1765 | -   | 1797 |

1. ↑  Een '-' betekent dat het nummer niet was genoteerd en een vetgedrukt getal geeft de hoogste notering aan.
2. ↑  2001 was het eerste jaar met een notering voor dit nummer.
3. ↑  Deze tabel is bijgewerkt tot en met de laatste editie (2024).